# 蔡壁如
蔡壁如（1964年3月11日—），中華民國政治人物、護理師，台灣民眾黨籍，曾任立法委員、臺北市政府顧問、臺北市市長候選人柯文哲競選辦公室核心幕僚、柯文哲市長辦公室主任。2023年代表民眾黨參選臺中市第一選舉區立委，獲得中國國民黨禮讓及支持，但競選失利，後於2024年2月接受臺中市市長盧秀燕邀請出任臺中市政府有給職顧問，同年12月辭職。現為民眾黨中央委員。

## 生平
蔡壁如畢業於屏東美和護專（現已改制為美和科技大學）。
蔡壁如過去為國立台灣大學醫學院附設醫院加護病房護理師。在成為民眾黨不分區立委候選人後，蔡壁如也向台大醫院申請退休。

### 家庭狀況
蔡壁如育有一男一女。蔡壁如原戶籍登記在台北市大安區，在2020年3月，罷韓前夕將其戶籍遷至高雄市、民眾黨黨團助理蔡宜芳母親家。2019年公職候選人財產申報，蔡壁如名下土地、建物各1筆，存款1,073萬7,239元、保單5筆。

### 學位撤銷
2022年8月，王浩宇向德明財經科技大學檢舉蔡壁如2019年在該校的碩士論文《民意代表社群網站市政議題之探討》的部份文字與研考會2001年的報告《政府網站網路傳播之研究》及簡舒培的臉書發文等多個來源雷同，涉嫌抄襲。校方表示將依《德明財經科技大學學生違反學術倫理案件處理規定》處理。不過蔡壁如否認，民眾黨黨主席柯文哲也否認蔡抄襲，稱「我們通常會研究敵人」、「若有爭議建議直接送審」。2022年10月，德明財經科技大學發布審定結果，經學倫會4次會議審理決議，認定蔡壁如的碩士論文確實違反學術倫理，並建議撤銷碩士學位，此案也在當天的教務會議上審議通過，蔡壁如學位被撤銷，學位證書被註銷。

## 政治經歷
2014年，柯文哲當選臺北市市長後，曾任柯文哲市府競選辦公室成員、市府顧問，也是臺北市市長辦公室主任。2020年，成為台灣民眾黨不分區立法委員。
蔡壁如進入臺北市政府後，擔任市長室主任，為柯文哲在市政上貫徹「柯氏管理精神」。為了掃除行政障礙，蔡壁如可以不通人情，被柯文哲、媒體等稱為「血滴子」。此外，當時蔡壁如實際掌理市政的程度，亦被許多政治人物稱她為「地下市長」。

### 立法委員

#### 2020年以不分區進入立法院
2020年1月11日，2020年中華民國立法委員選舉結果出爐，台灣民眾黨共拿下1,588,806張政黨票，得票率為11.22%，排名第五的蔡壁如成功進入立法院。

#### 辭職
2022年10月13日下午，蔡壁如碩士班論文審查結果出爐，在論文相似度的部分，蔡壁如論文為「16%」，德明財經科技大學經學倫會4次會議審理決議，認定其碩士論文確實違反學術倫理，並建議撤銷碩士學位。此案在當天的教務會議上審議通過，校方決定撤銷蔡壁如的學位，且決定註銷已發的學位證書。隨後蔡壁如發布4點聲明，表示無法接受學倫會結果，將依法提出救濟，若論文有問題，會辭去立委。隔日，蔡宣布辭職，懸缺將由吳欣盈遞補。

### 經營台中

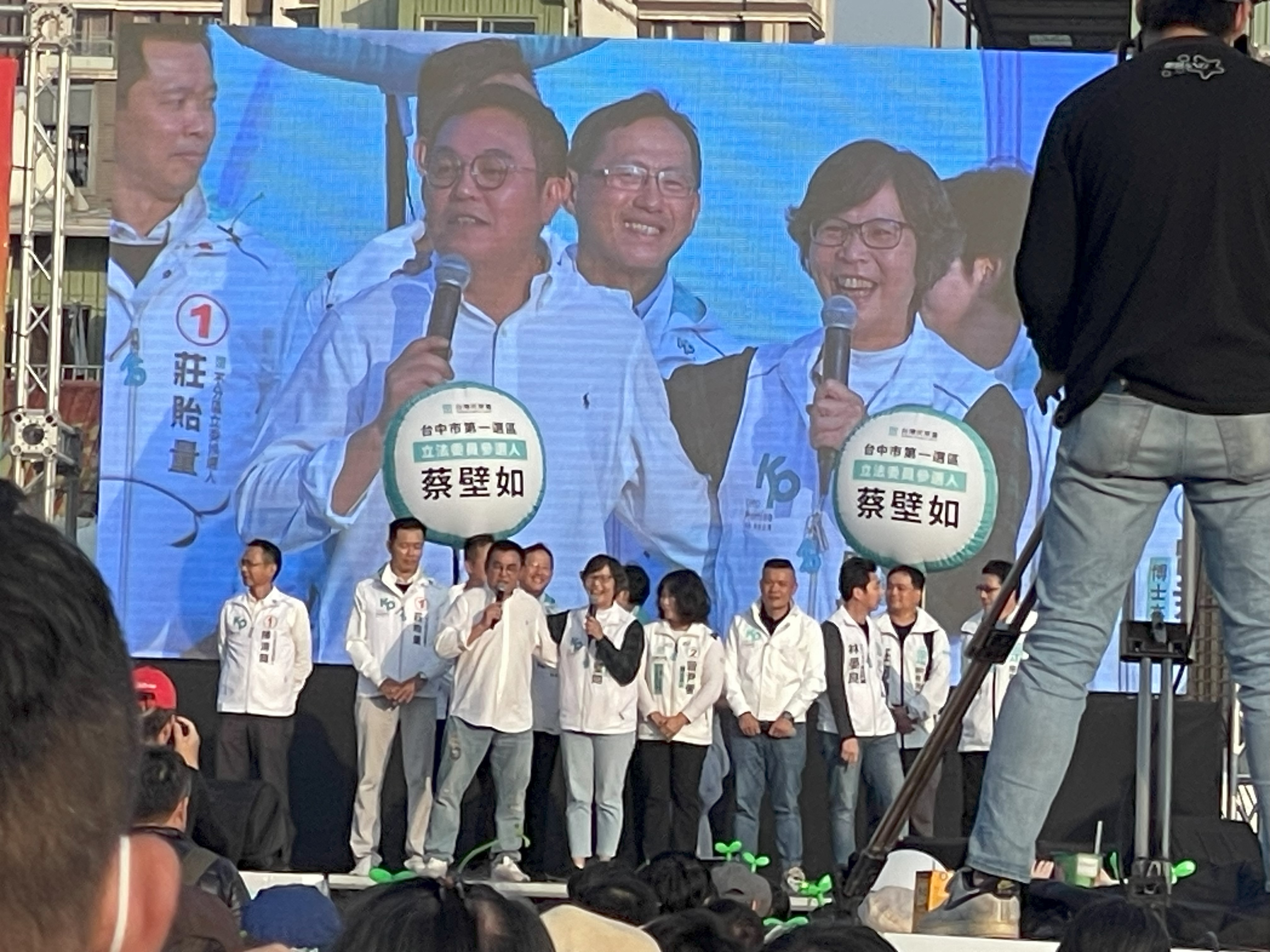
2024年第十一屆立委選舉。南方崛起！1230台中柯文哲台中造勢，台上的蔡璧如、陳清茂

2023年6月，台灣民眾黨中央委員會通過徵召蔡壁如參選臺中市第一選舉區立法委員，其對手為時任立法院副院長蔡其昌，該區民眾黨與國民黨合作，但最終競選失利。
2024年2月12日，蔡壁如出任台中市政府十二職等專職顧問，並設立「蔡壁如辦公室」服務地方。後因打算參選民眾黨中央委員而辭職。

### 重返黨中央

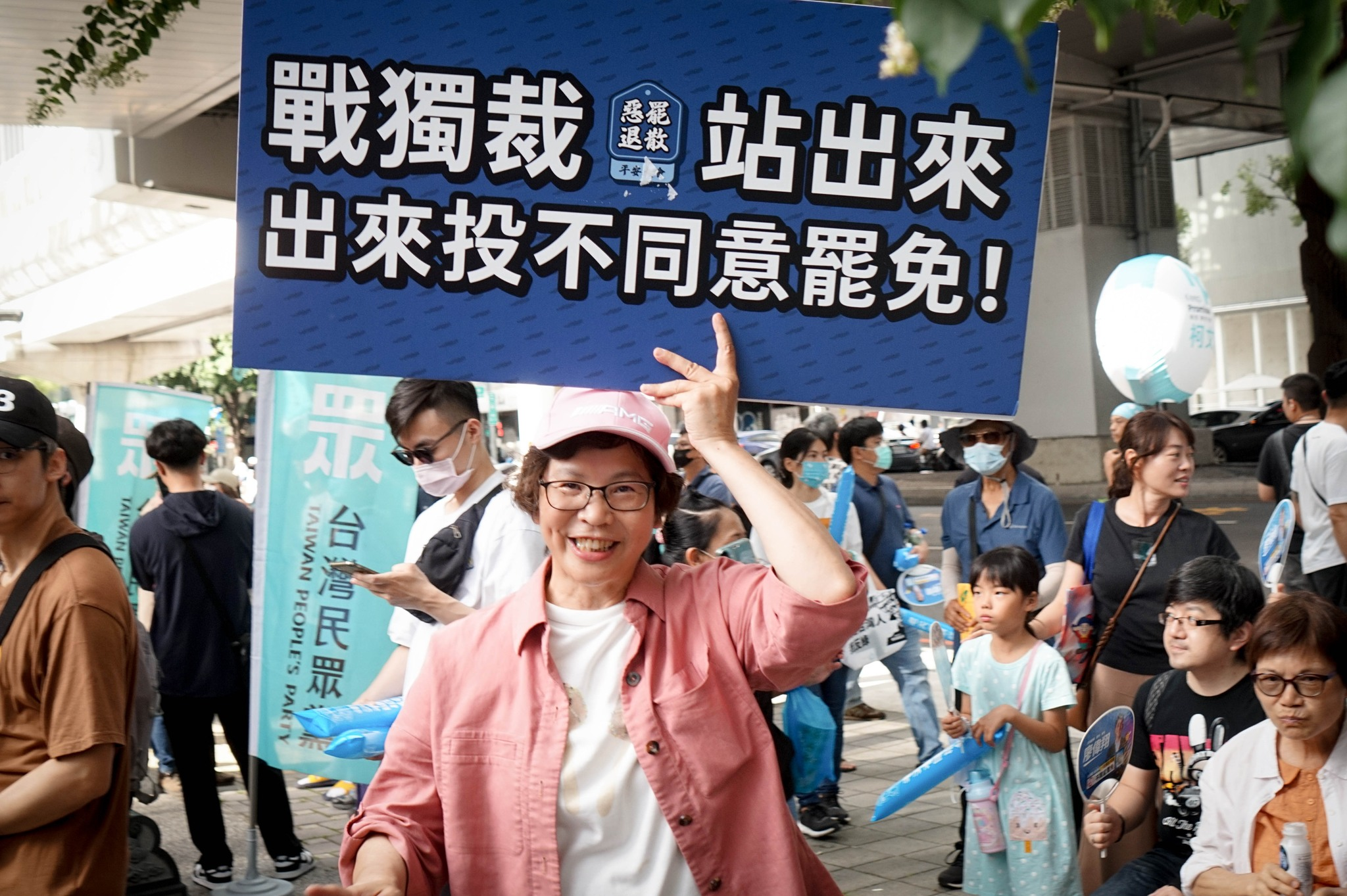
2025年5月18日人民要當家台中場的蔡璧如

2025年1月，蔡壁如積極參與台灣民眾黨中央運作，先於2025年1月17日，宣佈登記參選台灣民眾黨主席補選。隨後於1月19日在臺北市中正區舉行第3屆第1次台灣民眾黨黨員代表大會參選中央委員。會中，蔡壁如以31票的第五高票之姿順利當選中央委員會委員。暌違多年，蔡壁如再次進入台灣民眾黨的權力核心。

## 選舉紀錄

### 公職選舉
| 年度 | 選舉屆數             | 選舉區                                 | 所屬政黨   | 得票數    | 得票率 | 當選標記 | 備註 |
| ---- | -------------------- | -------------------------------------- | ---------- | --------- | ------ | -------- | ---- |
| 2020 | 第十屆立法委員選舉   | 全國不分區及僑居國外國民立法委員選舉區 | 臺灣民眾黨 | 1,588,806 | 11.22% |          |      |
| 2024 | 第十一屆立法委員選舉 | 臺中市第一選舉區                       | 臺灣民眾黨 | 72,634    | 45.13% |          |      |

### 黨職選舉
| 年度 | 選舉屆數                 | 選舉區         | 得票數 | 得票率 | 當選標記 | 備註   |
| ---- | ------------------------ | -------------- | ------ | ------ | -------- | ------ |
| 2025 | 2025年台灣民眾黨主席補選 | 台灣民眾黨黨員 | 360    | 3.89%  |          | [ 32 ] |

## 事件

### 大巨蛋案
2017年6月8日，蔡壁如曾代柯文哲私下與遠雄集團會面處理大巨蛋案，在無法定職權及錄音紀錄下，引發市議員吳世正質疑此舉與柯市府強調的公開透明背道而馳。

### 市府人事
2018年1月19日，擔任市長後，柯文哲傳出不喜歡觀傳局長簡余晏，甚至在2018跨年晚會，觀傳局安排柯文哲及其夫人陳佩琪騎重機入場，時任觀傳局長的簡余晏提供AB兩案供穿著選擇，其中建議陳佩琪著牛仔褲進場，遭陳佩琪拒絕。事後在府內的晨會及檢討會議上，蔡壁如藉此大作文章，在每次會議上檢討觀傳局到體無完膚，「牛仔褲案」成了逼走簡余晏的最後一根稻草。隨後簡余晏毅然請辭。

### 18歲公民權議題
2020年7月2日，蔡壁如在廣播受訪時提到，「年輕人政治傾向，認為超過30歲的人才會知道事件的本質，20多歲的學生只會跟風而挺綠。」此話一出隨即引發爭議。相較於此，民眾黨自2月即希望能提修憲18歲公民權。加上2014年柯文哲甚至號召年輕人出來擔任監票部隊，曾在柯市府共事的林鶴明即指出，這真是把當年為了柯文哲去監票的2,000名年輕人「打了一個好大的巴掌。」
2020年7月3日，在輿論壓力下，蔡壁如為「自己表達不精確」道歉，她強調「非指所有的年輕人」，並順勢調侃對她話語批評的人亦是在「跟風」，甚至提出期待蔡英文總統亦能「跟風」廢除考試院及監察院。

### 〈國外大學或學院醫學系科學歷採認原則．七項附帶決議〉爭議案
2022年5月30日，立法院完成《醫師法部分條文修正草案》之二讀，在民進黨團提議下完成三讀，七項附帶決議亦一併通過，其中備受爭議的「七項附帶決議」，被台灣牙醫界撻伐，批評立法委員挾偏鄉、長照資源缺乏醫療緊迫為由，無視台灣醫事人員培訓制度，意圖為非台灣體系出身的外國醫科生大開方便之門，並衝擊台灣已趨於飽和的牙醫師從業市場，其中由民進黨黨團提出「五項附帶決議」（其餘兩項由政黨協商提出），賴惠員、邱泰源兩位委員以「提案人」、「簽署人」身份，全數有涉，其他參與簽署委員包括民進黨的吳玉琴、陳瑩、劉建國、莊競程、柯建銘、國民黨的曾銘宗以及民眾黨的蔡壁如。

## 爭議

### 搞錯出口數字 稱水果賣不出去
2022年8月17日，中國大陆陸續以不同理由禁止台灣進口農產品，蔡壁如等人召開記者會對此表示，「賣不出去的水果，只有小幅到移轉到美日，例如2022年上半年出口美國的水果金額14.1萬美元，比去年同期的113.7萬美元少將近100萬美元，日本也僅增加277萬美元，換句話說，很多的水果賣不出去。」然而，根據蔡壁如自行提供的圖表，台灣水果出口額，對美國的出口額，2021上半年為 141千美元，2022上半年為 1,137千美元。實際數字是成長近100萬美元而非減少，蔡壁如的說法不攻自破。此外，蔡壁如在同篇圖文中，直接未獲授權使用圖庫照片作圖，在圖表上仍保有圖庫的浮水印。

### 認2億台幣高於6,000萬美元
2022年8月17日，蔡壁如臉書貼文寫道：「國貿局說，花2億台幣協助台灣食品國內與國際行銷，預計增加廠商6千萬美元的收入。我就覺得怪了，不是應該『將本求利』？為何本大於利？」對此，曾被蔡壁如抄襲貼文的台北市議員簡舒培表示，自己好人做到底再來給蔡壁如上一堂課，目前台幣對美金的匯率約為1：30，按一按計算機，就可得知6,000萬美元約等於18億台幣，「身為立法委員，希望蔡壁如可以知道，18億台幣絕對比2億台幣多」。後經網友大量討論後，8月18日蔡壁如悄然刪除此段文字。

### 稱黃金海岸是因「金黃色沙灘」
2022年9月17日，蔡壁如與民眾黨淨灘活動，至台南市南區黃金海岸淨灘後，發文寫道：「聽說以前這裡是一片金黃色沙灘，所以人稱『黃金海岸』，但是在這裡看到的是灰黑色的沙。」台南人不以為然，而引起爭議。台南市議員呂維胤表示，根據地方耆老，黃金海岸的名稱源自該處在夕陽下海面上一片金黃，像極了澳洲的黃金海岸而得名。
蔡壁如同時並訛傳時任台南市長黃偉哲因知道蔡壁如將赴淨灘，因此提前請人先清理了一遍。台南市環保局長謝世傑表示，每年春秋兩季都會舉辦淨灘，秋季在中秋節後淨灘，早在2個月前已排定。

### 論文抄襲 撤銷碩士學位
蔡壁如曾多次批評林智堅在論文爭議「誠實的認錯，很難嗎？」、「難道社會要鼓勵硬抝、逃避、永不認錯的風氣嗎？」。2022年10月13日，在自己論文被認定抄襲而導致撤銷學位後，蔡發聲明不認同。網友稱這是「迴力鏢」、「硬拗、逃避、不認錯說的是誰？」

## 著作
| 出版日期          | 作者                         | 書名                                         | 出版社   | ISBN               |
| 2006年5月1日初版  | 柯文哲／著、蔡壁如／譯       | 《ECMO手冊》                                 | 金名圖書 | ISBN 9789578804760 |
| 2016年7月1日出版  | 柯文哲、蔡壁如、賴建亨／合著 | 《ECMO手冊（第二版）》                       | 金名圖書 | ISBN 9789865640408 |
| 2020年10月6日出版 | 蔡壁如、楊惠蘭 / 合著        | 《拚，就一定要贏：蔡壁如驚奇人生的14個挑戰》 | 時報出版 | ISBN 9789571383675 |

## 外部連結
- 立法院 -蔡壁如委員簡介
- 【關於民眾黨】現任黨公職 - 台灣民眾黨 （页面存档备份，存于）
- 蔡壁如的Facebook專頁
- YouTube上的蔡壁如頻道